# Ломая Георгій Джемалович
Георгій Джемалович Ломая (груз. გიორგი ჯემალის ძე ლომაია; 8 серпня 1979, Тбілісі) — грузинський футболіст, воротар.

## Кар'єра

### Клубна
У 8 років вирішив стати воротарем, його кумиром був Петер Шмейхель.
Вихованець футбольної школи «Динамо» з Тбілісі. На початку кар'єри грав за тбіліські клуби «Кодако», «Динамо», «Мерані» та «Локомотив».
У 2003 році перейшов у московський «Спартак», проте в сезоні 2003 року виступав за дублюючу команду, в якій провів 5 ігор з них 4 в стартовому складі, на полі провів 225 хвилин, пропустив 4 м'ячі. Дебютував у складі першої команди «Спартака» 26 лютого 2004 року у матчі Кубка УЄФА проти «Мальорки» (0:3). Всього до літа провів за «червоно-білих» по два матчі в Прем'єр-лізі (пропустив 4 м'ячі) та Кубку УЄФА (пропустив 3 м'ячі), після чого перейшов у «Хімки», що грали в другому за рівні дивізіоні Росії. Тут грузин став основним воротарем, але після закінчення сезону 2005 року перейшов в прем'єрліговий клуб «Луч-Енергія», де зіграв лише у 7 матчах чемпіонату.
У 2007 році Ломая грав за німецький «Карл Цейсс» з Другої Бундесліги та львівські «Карпати», після чого повернувся на батьківщину, де грав за «Олімпі» (Руставі) і «Локомотив» (Тбілісі).
Влітку 2009 року підписав угоду з бакинським «Інтером», де провів сім сезонів, вигравши у першому з них чемпіонат Азербайджану.
Влітку 2016 року повернувся до рідного «Динамо» (Тбілісі).

## Досягнення
- Чемпіон Азербайджану (1):

Інтер (Баку): 2009-10
- Володар Кубка Грузії (2):

Локомотив (Тбілісі): 2000, 2002
- Володар Кубка Росії (1):

Спартак (Москва): 2003-04

## Особисте життя
Знає грузинську, англійську та російську мови, розуміє італійську.